# Aemilius Magnus Arborius
On a longtemps cru Aemilius Magnus Arborius l'auteur gallo-romain d'un poème de quatre-vingt-douze lignes en vers élégiaques, intitulé Ad Nympham nimis cultam, qui contient un grand nombre d'expressions reprises aux poètes plus anciens et porte toutes les marques de ce travail artificiel qui caractérise la dernière poésie latine. Il a été inclus dans plusieurs anthologies postérieures. En réalité, ce texte est l'oeuvre d'un maître d'école et poète du XIe siècle, Godefroid de Reims. Quant à Arborius, dont on n'a pas conservé une ligne, c'était un rhéteur à Tolosa en Gaule, était l'oncle maternel d'Ausone, qui parle de lui avec une grande estime et rapporte qu'il a bénéficié de l'amitié des frères de Constantin Ier quand ils vivaient à Tolosa, et qu'il a été par la suite appelé à Constantinople pour diriger l'éducation d'un des Césars.
L'Histoire littéraire de la France lui consacre un chapitre.

## Sources
1. ↑  Lire en ligne sur Gallica

- (en) Cet article est partiellement ou en totalité issu de l’article de Wikipédia en anglais intitulé « Aemilius Magnus Arborius » (voir la liste des auteurs).